# Запаровка
Запаровка (укр. Запарівка), село,
Орельский поселковый совет,
Лозовский район,
Харьковская область, Украина.
Код КОАТУУ — 6323955701. Население по переписи 2001 года составляет 14 (8/6 м/ж) человек.

## Географическое положение
Село Запаровка находится на левом берегу реки Орель (или на правом берегу канала Днепр-Донбасс, который течёт в противоположном направлении).
Ниже по течению на расстоянии в 0,5 км расположено село Яблоновка (Днепропетровская область).
На расстоянии в 2 км расположено село Хижняковка.

## История
- 1922 — дата основания как хутор Запаровка.
- 1973 — преобразовано в село Запаровка.